# Greenacres (Floride)
Pour les articles homonymes, voir Greenacres.
Greenacres est une ville américaine située dans le comté de Palm Beach en Floride.

## Démographie
| 1930 | 1940 | 1950 | 1960  | 1970  | 1980  |
| ---- | ---- | ---- | ----- | ----- | ----- |
| 329  | 304  | 531  | 1 026 | 1 731 | 8 780 |

| 1990   | 2000   | 2010   | - | - | - |
| ------ | ------ | ------ | - | - | - |
| 18 683 | 27 569 | 37 573 | - | - | - |

## Source de la traduction
- (en) Cet article est partiellement ou en totalité issu de l’article de Wikipédia en anglais intitulé « Greenacres, Florida » (voir la liste des auteurs).